# الإسلام في توغو

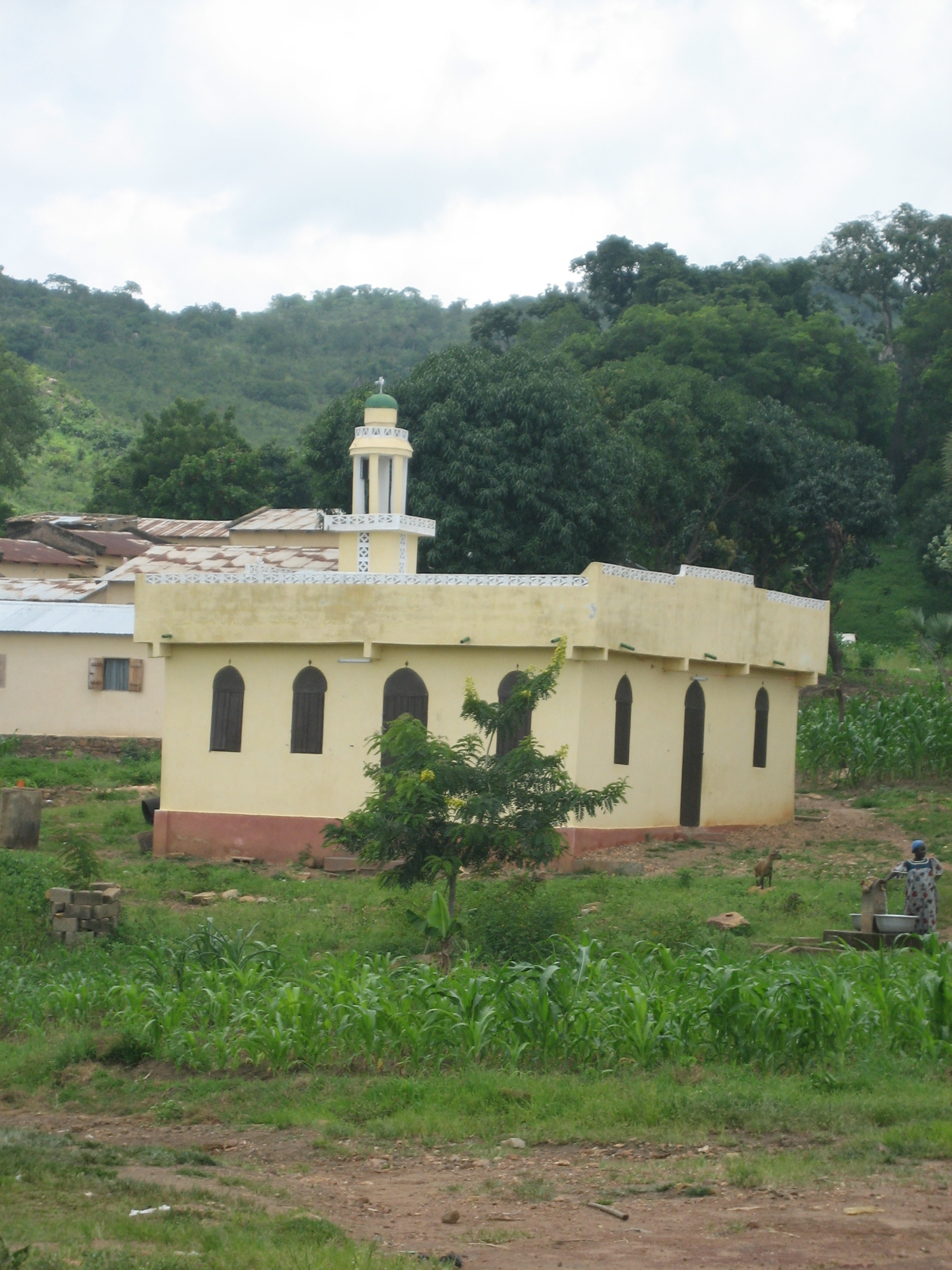
مسجد في شمال توغو

يمثل الإسلام في توجو ما بين 18 إلى 30% من السكان، وصل الإسلام إلى توجو مثلما وصل إلى بلدان غرب أفريقيا عن طريق البلاد الواقعة في شمالها وحيث الدول الإسلامية في حوض النيجر والسودان الغربي، أغلب المسلمين في توجو على المذهب المالكي.
وفي شمال توجو اعتنق الإسلام الزعيم الحاكم للجماعات الوثنية (أورودجوبو) وسمي بعد إسلامه (تخاري معلوم)، ومنح المسلمين حق الإقامة وملكية الأرض في مملكته وأصبح الإسلام الدين الرسمي، واستقدم العديد من مسلمي الهوسة والفولاني لدعم سلطانه، وبعد الحرب العالمية الثانية هاجرت جماعات زنجية وثنية من توجو إلى ساحل العاج واعتنقوا لإسلام هناك وبعودتهم إلى توجو زاد عدد المسلمين واستمرت الدعوة وكثر عدد المسلمين بين القبائل الوثنية.

## المساجد
يشرف الاتحاد الإسلامي بتوجوعلى المساجد التي تنتشر في معظم مدن وقرى توجو . وهناك حاجه إلى مسجد جامع في المدن الكبري بتوجو.

## التعليم الإسلامي
يشرف الاتحاد الإسلامي بتوجو على التعليم الإسلامي وتنظيم المدارس ووضع المناهج ويشارك في التعليم الإسلامي بتوجو مدرسين من المملكة العربية السعودية، والأزهر، والدول العربية ومن المواطنين الذين درسوا بالجامعات العربية. وقد قامت المملكة العربية السعودية ببناء عدداً من المدارس في توجو. ولا تقوم الحكومة بدفع أية مخصصات وتقوم على الجهود الذاتية والتبرعات من المملكة العربية السعودية ومصر، وتوجد قلة في الكتب المدرسة. ويضم الاتحاد الإسلامي بتوجو جميع الجمعيات والمؤسسات الإسلامية، وهو تنظيم حكومي له فروع في أنحاء البلاد.